# Campionati mondiali di nuoto in vasca corta 2022 - 200 metri stile libero maschili
La gara dei 200 metri stile libero maschili dei campionati mondiali di nuoto in vasca corta 2022 si è svolta il 18 dicembre 2022. Al mattino si sono svolte le batterie, mentre la finale si è disputata nella serata.

## Podio
| Pos.    | Atleta         | Nazione       |
| ------- | -------------- | ------------- |
| Oro     | Hwang Sun-woo  | Corea del Sud |
| Argento | David Popovici | Romania       |
| Bronzo  | Thomas Dean    | Gran Bretagna |

## Record
Prima della manifestazione il record del mondo (RM) e il record dei campionati (RC) erano i seguenti.
|  | 1'39"37 | Paul Biedermann | 15 novembre 2009 Berlino  |
|  | 1'40"95 | Danas Rapšys    | 14 dicembre 2018 Hangzhou |

Durante la competizione è stato migliorato il seguente record:
|  | 1'39"72 | Hwang Sun-woo |

## Risultati

### Batterie
| Pos. | Batteria | Corsia | Atleta              | Nazionalità                   | Tempo       | Note |
| ---- | -------- | ------ | ------------------- | ----------------------------- | ----------- | ---- |
| 1    | 5        | 7      | Thomas Dean         | Gran Bretagna                 | 1'40"98     | Q    |
| 2    | 5        | 5      | Katsuhiro Matsumoto | Giappone                      | 1'41"29     | Q    |
| 3    | 5        | 3      | Maxime Grousset     | Francia                       | 1'41"79     | Q    |
| 4    | 6        | 3      | Drew Kibler         | Stati Uniti                   | 1'41"88     | Q    |
| 5    | 6        | 5      | Danas Rapšys        | Lituania                      | 1'42"21     | Q    |
| 6    | 4        | 3      | David Popovici      | Romania                       | 1'42"31     | Q    |
| 7    | 4        | 6      | Thomas Neill        | Australia                     | 1'42"38     | Q    |
| 8    | 4        | 4      | Hwang Sun-woo       | Corea del Sud                 | 1'42"44     | Q    |
| 9    | 4        | 5      | Kieran Smith        | Stati Uniti                   | 1'42"54     |      |
| 10   | 5        | 6      | Antonio Djakovic    | Svizzera                      | 1'43"04     |      |
| 11   | 5        | 1      | Kregor Zirk         | Estonia                       | 1'43"16     |      |
| 12   | 6        | 7      | Roman Fuchs         | Francia                       | 1'43"17     |      |
| 13   | 6        | 4      | Matthew Sates       | Sudafrica                     | 1'43"22     |      |
| 14   | 4        | 1      | Petar Mitsin        | Bulgaria                      | 1'43"48     |      |
| 14   | 4        | 2      | Breno Correia       | Brasile                       | 1'43"48     |      |
| 14   | 6        | 2      | Pan Zhanle          | Cina                          | 1'43"48     |      |
| 17   | 5        | 2      | Matteo Ciampi       | Italia                        | 1'43"51     |      |
| 18   | 6        | 6      | Luc Kroon           | Paesi Bassi                   | 1'43"86     |      |
| 19   | 4        | 7      | Hidenari Mano       | Giappone                      | 1'44"20     |      |
| 20   | 3        | 4      | Luis Domínguez      | Spagna                        | 1'44"25     |      |
| 21   | 6        | 1      | Velimir Stjepanović | Serbia                        | 1'44"73     |      |
| 22   | 4        | 8      | Carter Swift        | Nuova Zelanda                 | 1'44"88     |      |
| 23   | 2        | 5      | Ruslan Gaziev       | Canada                        | 1'44"97     |      |
| 24   | 6        | 8      | Josha Salchow       | Germania                      | 1'45"01     |      |
| 25   | 5        | 8      | Isak Eliasson       | Svezia                        | 1'45"17     |      |
| 26   | 3        | 6      | Ronny Brännkärr     | Finlandia                     | 1'45"42     |      |
| 27   | 3        | 5      | Joaquín Vargas      | Perù                          | 1'45"69     |      |
| 28   | 3        | 1      | Ksawery Masiuk      | Polonia                       | 1'46"51     |      |
| 29   | 2        | 4      | Wesley Roberts      | Isole Cook                    | 1'46"67     |      |
| 30   | 3        | 7      | Cheuk Ming Ho       | Hong Kong                     | 1:47.30     |      |
| 31   | 2        | 6      | Max Mannes          | Lussemburgo                   | 1:47.41     |      |
| 32   | 2        | 2      | Santiago Corredor   | Colombia                      | 1:47.47     |      |
| 33   | 3        | 3      | Jakub Poliačik      | Slovacchia                    | 1:47.48     |      |
| 34   | 3        | 8      | Illia Linnyk        | Ucraina                       | 1:47.72     |      |
| 35   | 3        | 2      | Mikel Schreuders    | Aruba                         | 1:47.74     |      |
| 36   | 2        | 1      | Omar Abbass         | Siria                         | 1:48.73     |      |
| 37   | 2        | 3      | Luka Kukhalashvili  | Georgia                       | 1:49.38     |      |
| 38   | 2        | 7      | Mark Ducaj          | Albania                       | 1:50.38     |      |
| 39   | 2        | 8      | James Freeman       | Botswana                      | 1:51.02     |      |
| 40   | 1        | 5      | Luke Thompson       | Bahamas                       | 1:51.31     |      |
| 41   | 1        | 4      | Pavel Alovațki      | Moldavia                      | 1:51.42     |      |
| 42   | 1        | 6      | Matt Savitz         | Gibilterra                    | 1:54.02     |      |
| 43   | 1        | 3      | Jinnosuke Suzuki    | Isole Marianne Settentrionali | 1:56.27     |      |
| 44   | 1        | 2      | Israel Poppe        | Guam                          | 1:57.67     |      |
| 45   | 1        | 7      | Sangay Tenzin       | Bhutan                        | 2:03.80     |      |
| 46   | 1        | 1      | Ervin Shrestha      | Nepal                         | 2:05.03     |      |
| DNS  | 1        | 8      | Jeancarlo Calderon  | Panama                        | Non partito |      |
| DNS  | 5        | 4      | Kyle Chalmers       | Australia                     | Non partito |      |

### Finale
| Pos. | Corsia | Atleta              | Nazionalità   | Tempo   | Note |
| ---- | ------ | ------------------- | ------------- | ------- | ---- |
|      | 8      | Hwang Sun-woo       | Corea del Sud | 1'39"72 |      |
|      | 7      | David Popovici      | Romania       | 1'40"79 |      |
|      | 4      | Thomas Dean         | Gran Bretagna | 1'40"86 |      |
| 4    | 6      | Drew Kibler         | Stati Uniti   | 1'41"44 |      |
| 5    | 1      | Thomas Neill        | Australia     | 1'41"55 |      |
| 6    | 3      | Maxime Grousset     | Francia       | 1'41"56 |      |
| 7    | 2      | Danas Rapšys        | Lituania      | 1'41"74 |      |
| 8    | 5      | Katsuhiro Matsumoto | Giappone      | 1'41"91 |      |